# Шериманян, Закария
Закария Шериманян (Закария Сериман, арм. Զաքարիա Շեհրիմանյան, итал. Zaccaria Seriman; 1709, Венеция — 1784, Венеция) — венецианский писатель, философ, переводчик, журналист и издатель. Его произведение считалось самой всеобъемлющей сатирой того времени.   

## Биография
Шериманян родился в Венеции 9 ноября 1709 года. Является старшим сыном Диодато Шеримана, члена богатой и знатной семьи купцов армянского происхождения, переехавших из Персии в конце XVII века. По другим данным, его семья прибыла в Венецию из Яффо около 1694 года.
Получил образование в Болонье в иезуитском колледже. Провёл большую часть своей жизни в Венеции.
Его первые философские интересы были направленны на античных авторов, но всё более ориентированные на современных Лейбница, Локка и Спинозу, чьи знания ярко проявляются в его первом сочинении «Аристиппе» (Венеция, 1744 г.), стихотворении в семисложной форме, в котором он обращается к теме счастья и душевного спокойствия, склоняющегося к умеренному эпикурейству.
Шериманян был автором произведения «Кайо Марцио Кориолано» 1747 года, в котором он интерпретировал принципы дзэн, опираясь на историю для тематического выбора и исключая всякое обсуждение любви. Ещё одним более очевидным доказательством убежденной приверженности этим же литературным взглядам вскоре стали первые два тома его главного труда «Путешествие Энрико Вантона на неизведанную южную землю и в королевства обезьян и кинокефалов» (Венеция, 1749 г., 1-е издание; Берн, окончательное издание 1764 г.) — вымышленном рассказе о путешествии в воображаемый южный регион, чьи обезьяноподобные обитатели ведут себя в соответствии с привычками и обычаями нашего собственного мира.

### Критика
Джамбаттиста Маркези писал о нём: «Сериман хотел дать Италии великий сатирический, философский роман; но ему не хватало острого воображения Свифта и остроумного красноречия Монтескье; он был слишком слаб; и чтобы подробно описать всю вселенную, ему не хватало крыло гения».